# الاتحاد السعودي للكاراتيه
الاتحاد السعودي للكاراتيه، هو الجهة الراعية لرياضة الكاراتيه في المملكة العربية السعودية، يرأسه الدكتور مشرف الشهري، وتشرف عليه وزارة الرياضة، تأسس في عام 1975، ويعتبر الاتحاد عضو في الاتحاد الدولي للكاراتيه والاتحاد الآسيوي للكاراتيه والاتحاد والجمعية اليابانية للكاراتيه، والاتحاد العربي للكاراتيه.